# Arena dello Stretto
L'Arena dello Stretto, dal 2006 ufficialmente Arena Ciccio Franco, è un teatro di costruzione moderna, a imitazione degli antichi teatri greci, situato sul lungomare Falcomatà a Reggio Calabria, nel punto in cui prima del terremoto del 1908 sorgeva il Molo di Porto Salvo.
La struttura, rispecchiando la tradizione del teatro antico, offre una vista panoramica, in questo caso dello Stretto di Messina. Oltre alla gradinata semicircolare, il teatro presenta due ampie rampe ai lati che consentono alle persone disabili di giungere nella zona inferiore dell'"arena".
Il teatro è spesso sede degli eventi più importanti della città, quali manifestazioni musicali, teatrali e cinematografiche (in particolare Reggio Calabria Filmfest), e feste stagionali (Solstizio d'Estate dell'Accademia di belle arti).

## La statua di Athena Promachos

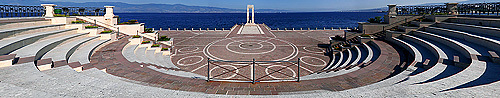
Arena dello Stretto e Cippo Marmoreo (vista frontale)

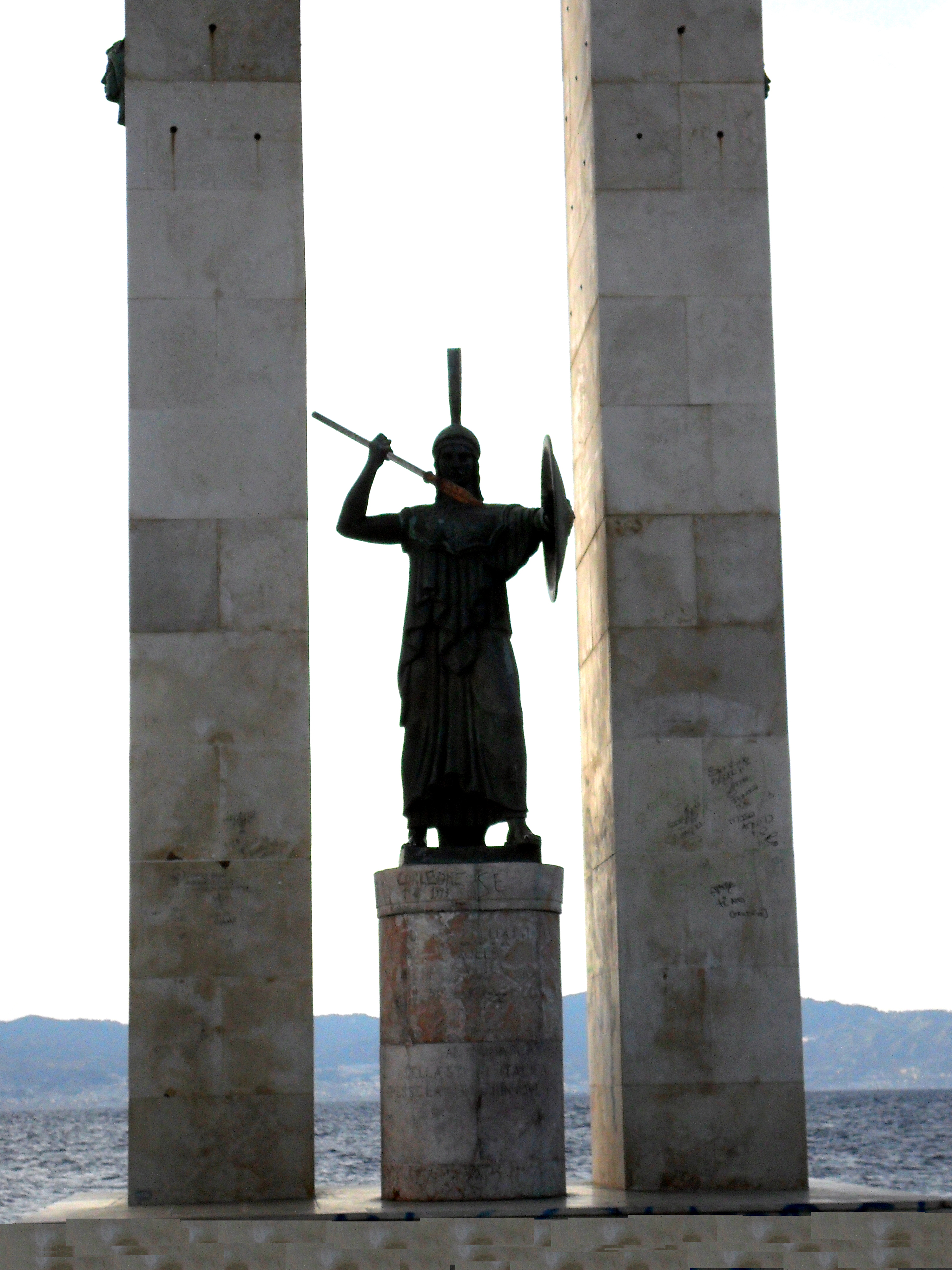
La statua di Athena

Il Cippo Marmoreo, monumento a Vittorio Emanuele III con la statua di Atena, fu eretto sul Molo di Porto Salvo proprio dove sbarcò il re sabaudo, toccando per la prima volta il suolo nazionale da sovrano, appreso il regicidio del padre Umberto I il 31 luglio 1900.
Il monumento, progettato da Camillo Autore, fu inaugurato nel maggio del 1932.
La statua in bronzo al centro, opera dello scultore messinese Antonio Bonfiglio, raffigura Athena Promachos, la dea Atena combattente, che sta a difesa della città di Reggio.
Al termine dei lavori di ristrutturazione ed ammodernamento del lungomare nel 2001 il monumento con la statua di Atena è stato collocato sul pontone al centro del teatro ma, mentre in origine la statua che protegge la città era rivolta verso il mare, l'allora sindaco Italo Falcomatà volle che la statua fosse rivolta verso la città stessa.

## Eventi
Tra gli eventi più importanti ospitati si ricordano:
- il tour di RTL 102.5, con palco e sede di produzione delle trasmissioni del network per quattro estati dal 2007 al 2011[2];
- il concorso Miss Italia nel mondo il 4 luglio 2011 in diretta su Rai Uno[4][5];
- diverse edizioni di La notte delle sirene sempre in diretta su Rai Uno[6];
- dal 2011 è la location ufficiale del POP MUSIC FESTIVAL, festival nazionale della musica emergente[7];
- I Tesori del Mediterraneo, evento culturale, sportivo e sociale, caratterizzato da una gara remiera disputata a bordo di imbarcazioni che richiamano le antiche navi onerarie romane;
- The Distinguished Gentleman's Ride, evento mondiale che riunisce motociclisti in stile classico e vintage di tutto il mondo per raccogliere fondi e consapevolezza per la ricerca sul cancro alla prostata e la salute mentale degli uomini.